# بخش لیبرتی (شهرستان کلینتون، اوهایو)
بخش لیبرتی (به انگلیسی: Liberty Township) یک منطقهٔ مسکونی در ایالات متحده آمریکا است که در شهرستان کلینتون، اوهایو واقع شده‌است.
 بخش لیبرتی ۶۴٫۳ کیلومتر مربع مساحت و ۱٬۰۶۷ نفر جمعیت دارد و ۳۱۴ متر بالاتر از سطح دریا واقع شده‌است.